# Orthocladius rivicola
Orthocladius rivicola är en tvåvingeart som beskrevs av Jean-Jacques Kieffer 1911. Orthocladius rivicola ingår i släktet Orthocladius och familjen fjädermyggor. Inga underarter finns listade i Catalogue of Life.